# Czernihowska Obwodowa Administracja Państwowa

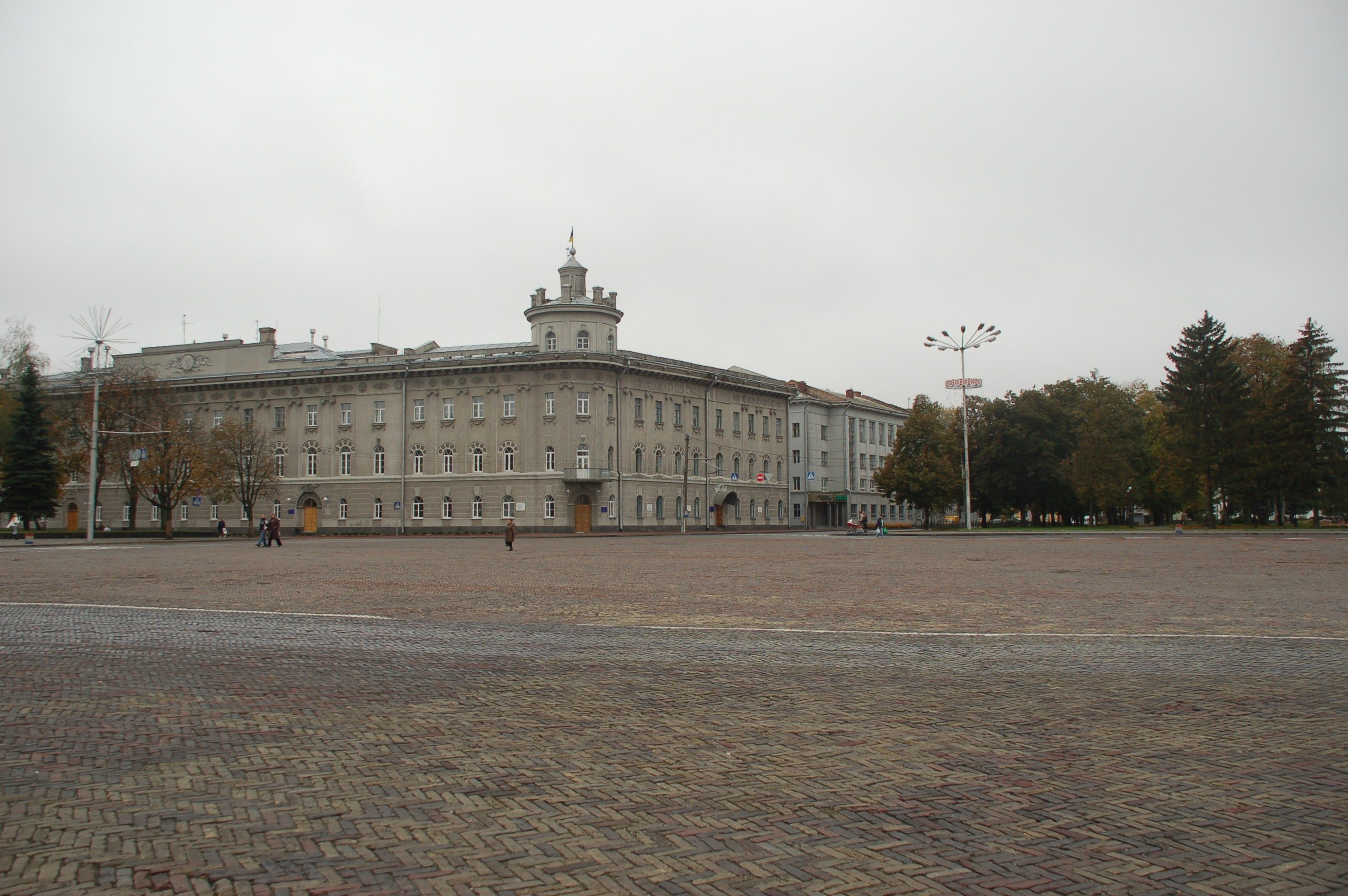
Budynek Administracji Państwowej Obwodu Czernihowskiego

Czernihowska Obwodowa Administracja Państwowa – obwodowa administracja państwowa (ODA), działająca w obwodzie czernihowskim Ukrainy.

## Przewodniczący ODA
- Wałentyn Melnyczuk (przedstawiciel prezydenta, od 23 marca 1992 do lipca 1994)
- Petro Szapował (od 13 lipca 1995 do 30 kwietnia 1998)
- Mychajło Kaskewycz (od 30 kwietnia 1998 do 12 sierpnia 1999)
- Mykoła Butko (od 12 sierpnia 1999 do 13 listopada 2002)
- Hryhorij Panczenko (od 13 listopada do 26 grudnia 2002)
- Wałentyn Melnyczuk (od 26 grudnia 2002 do 21 stycznia 2005)
- Władysław Atroszenko (od 4 lutego do 12 grudnia 2005)
- Mykoła Ławryk (od 12 grudnia 2005 do 10 lipca 2007)
- Wołodymyr Chomenko (p.o., od 10 lipca do 12 października 2007)
- Wołodymyr Chomenko (od 12 października 2007 do 3 marca 2014)
- Wołodymyr Iwaszko (od 3 marca 2014)
- Serhij Żurman (p.o., od 19 września 2014 do 31 marca 2015)
- Wałerij Kulicz (od 31 marca 2015 do 30 lipca 2018)
- Julija Swyrydenko (p.o., od 30 lipca 2018 do 28 listopada 2018)
- Ołeksandr Mysnyk (od 28 listopada 2018 do 11 czerwca 2019)
- Natalia Romanowa (p.o., od 11 czerwca 2019)